# Erich Honecker
Erich Ernst Paul Honecker (Neunkirchen (Saarland), 25 augustus 1912 – Santiago (Chili), 29 mei 1994) was de voorlaatste Staatsraadvoorzitter van de Duitse Democratische Republiek (DDR). Honecker droeg de titel "Held van de Duitse Democratische Republiek". Honecker werd in 1958 secretaris van de Veiligheidscommissie van het Centraal Comité van de Sozialistische Einheitspartei Deutschlands (SED) en was de organisator van de bouw van de Berlijnse Muur. Hij was verantwoordelijk voor het Schießbefehl aan de grenzen van de DDR, tot dit in april 1989 door hemzelf werd opgeheven. Na de val van de Berlijnse Muur en de daarop volgende Duitse hereniging werd Honecker aangeklaagd wegens doodslag in gemeenschap in 192 gevallen. De rechtszaak werd echter voortijdig beëindigd, vanwege de slechte gezondheidstoestand van Honecker.

## Jonge jaren
Erich Honecker was de zoon van mijnwerker Wilhelm Honecker. In de jaren twintig werd hij lid van de communistische jeugdbeweging en in 1930 van de Kommunistische Partei Deutschlands (KPD). In 1930-1931 bezocht hij de internationale Leninschool in Moskou. Na zijn terugkeer werd hij districtsleider van de communistische jeugdbeweging in het Saargebied. Vanaf 1933 kon de KPD in Duitsland alleen nog ondergronds werken; het Saargebied hoorde op dat moment niet bij het Duitse Rijk. In nazi-Duitsland zat Honecker kort gevangen en keerde in 1934 naar het Saargebied terug. Hij voerde campagne tegen de aansluiting van het Saargebied bij Duitsland. Na de stemming van 13 januari 1935, waarbij een overgrote meerderheid vóór aansluiting stemde, vluchtte Honecker naar Frankrijk. In augustus van dat jaar reisde hij onder een valse naam naar Berlijn, met een drukpers in zijn bagage. In de illegaliteit werkte hij nauw samen met de KPD-functionaris Herbert Wehner, die na de oorlog lid werd van de SPD. In december 1935 werd Honecker aangehouden. In 1937 werd hij veroordeeld tot 10 jaar tuchthuis en werd opgesloten in het Zuchthaus Brandenburg-Görden. Over zijn verblijf aan het eind van de oorlog zijn meerdere versies in omloop. Honecker beweert dat hij tot eind april 1945 in het tuchthuis vast zat en door Sovjettroepen is bevrijd. Andere bronnen melden dat Honecker begin maart 1945 vluchtte en tot het eind van de oorlog ondergedoken bleef.
Na de oorlog bleef Honecker in de Sovjet-bezettingszone. In 1946 werd hij lid van het Centraal Comité van de Sozialistische Einheitspartei Deutschlands. Datzelfde jaar trouwde hij met de 9 jaar oudere Charlotte Schanuel, een gevangenisbewaarster die hij tijdens zijn gevangenschap in nazi-Duitsland had leren kennen. Schanuel overleed twee jaar later. Van 1946 tot 1955 was Honecker tevens eerste secretaris van de Freie Deutsche Jugend, de communistische jeugdbeweging.
Honecker was inmiddels hertrouwd met Edith Baumann, met wie hij in 1950 een dochter kreeg (Erika). In het begin van de jaren vijftig leerde hij zijn latere, derde vrouw Margot Feist kennen, met wie hij een relatie kreeg waaruit eind 1952 ook een dochter werd geboren (Sonja). Hij scheidde vervolgens van Baumann en trouwde in 1953 met Feist. Margot Honecker, die in 2016 overleed, zou de rest van Erichs leven aan zijn zijde blijven en in de DDR ook een politieke functie vervullen (ze was van 1963 tot aan de val van de Berlijnse Muur in 1989 minister van Volksonderwijs).

## Eerste secretaris van de SED en staatshoofd

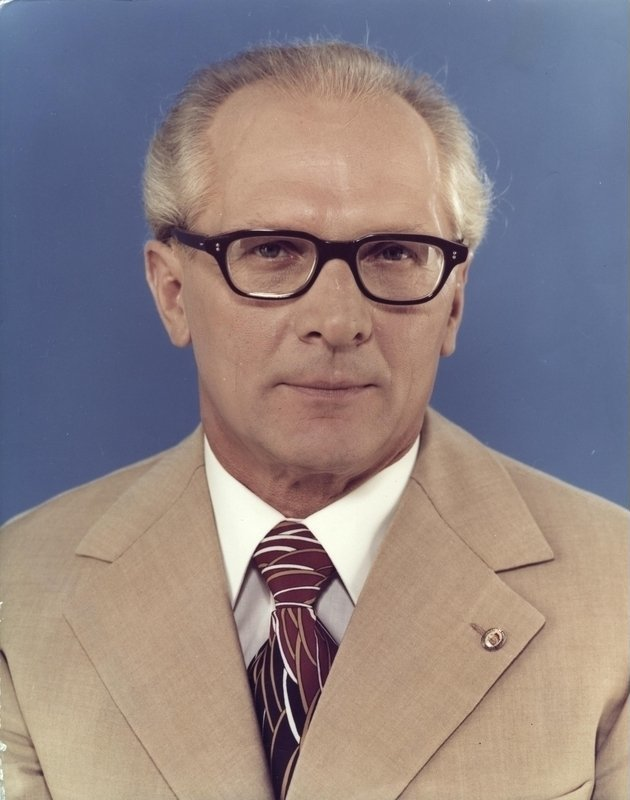
Erich Honecker, 1976

Van 1955 tot 1958 bezocht Honecker de partijhogeschool in Moskou. Na zijn terugkeer werd hij opgenomen in het Politbureau van de SED. Honecker werd spoedig de machtigste man van de Boeren- en Arbeidersstaat DDR. Op 3 mei 1971 volgde hij Ulbricht op als eerste secretaris van het Centraal Comité en werd daarmee feitelijk de machtigste man van de DDR. Hij zocht toenadering tot de Bondsrepubliek Duitsland, inspelend op de Ostpolitik van toenmalig kanselier Willy Brandt. Dit leverde economische voordelen en internationale erkenning van de DDR op.
In 1976 werd hij tevens voorzitter van de Staatsraad, dat wil zeggen staatshoofd van de DDR. In dat jaar begon ook de vervolging van kunstenaars. De uitburgering van Wolf Biermann, die door Honecker persoonlijk was geïnitieerd, op 17 november 1976 gaf een dag later aanleiding tot een protestbrief ondertekend door prominente Oost-Duitse kunstenaars. Dit was het eerste openlijke teken van verzet sinds de volksopstand in de DDR van 17 juni 1953.
Zijn binnenlandse politiek was er een van star vasthouden aan de beginselen van het marxisme-leninisme. Hij zette hiertoe een repressieapparaat op waarbij de bevolking elkaar bespioneerde en aangaf bij de Stasi, een instantie gebaseerd op de NKVD (voorloper van de KGB). Ondanks dit systeem van repressie groeide de oppositie tegen het regime. Na de Duitse hereniging bleek hoe diep dit systeem ingreep in het maatschappelijk leven. Na een aanvankelijke openstelling van de Stasi-archieven werd snel besloten tot geheimhouding.
In 1983 werd een staatsbezoek van Honecker aan de Bondsrepubliek door de grote socialistische broederstaat en bondgenoot Sovjet-Unie uit wantrouwen tegen een mogelijke toenadering nog verhinderd. In 1987 werd de rondreis door de Bondsrepubliek een triomf en werd Honecker ontvangen door bondskanselier Helmut Kohl, door bondspresident Richard von Weizsäcker en in Beieren door Franz Josef Strauß, die aan de basis had gestaan van de miljardenkredieten van de Bondsrepubliek voor de DDR.
In het binnenland nam aan het einde van 1988 het verzet grote vormen aan. Door de afkerige houding van het regime tegenover de kerken vestigde zich hier het verzet. Toen de Hongaren in de zomer van 1989 hun grenzen met het Westen openden, kwam er een ware exodus van Oost-Duitsers op gang, die via het geliberaliseerde Hongarije het Westen probeerden te bereiken. Door het regime beschouwd als betrouwbare vaderlanders gingen ze er tijdens hun vakantie in Hongarije vandoor, door lopend de voor Hongaarse funshoppers richting Wenen opengestelde Hongaars-Oostenrijkse grens over te steken. De grenswachten hadden van de Hongaarse regering bevel gekregen niet te schieten op deze passanten, die hun identiteitspapieren verbrand hadden. De Trabanten moesten echter achtergelaten worden: die werden verscheept naar de DDR en weer doorverkocht aan gegadigden op de wachtlijsten. Oostenrijk stuurde de vluchtelingen direct door richting de Bondsrepubliek. Daartoe waren aan de grens West-Duitse ambtenaren geplaatst om voor registratie te zorgen.
Honecker negeerde de massale Republikflucht van de hoogopgeleide DDR-burgers. Die verspeelden door hun vlucht uit de DDR-dictatuur weliswaar hun bezittingen, maar kregen bij aankomst in de Bondsrepubliek als Duitser automatisch een West-Duits paspoort. Honecker meldde bij zijn staatsbezoek aan Moskou in 1989 dat bij het voortbestaan van de DDR de Muur nog 50 of zelfs 100 jaar zou bestaan. Bij de viering van '40 jaar DDR' in oktober 1989 - in aanwezigheid van Sovjetleider Gorbatsjov - gedroeg Honecker zich alsof er niets aan de hand was. Enkele DDR-leiders van het Centraal Comité, waaronder Günter Schabowski en Egon Krenz besloten dat wanneer de DDR wilde overleven, er moest worden ingegrepen. Met instemming van Moskou werd Erich Honecker op 18 oktober 1989 door het Centraal Comité van de SED afgezet. Op 8 november 1989 werd in de DDR een gerechtelijk onderzoek ingesteld wegens ambtsmisbruik en corruptie. Op 3 december werd Honecker geroyeerd als lid van de SED. Hij sloot zich daarop bij de net heropgerichte KPD aan.

## Na de val van de Muur
Na de opheffing van de DDR in 1990 werd Honecker in staat van beschuldiging gesteld en hangende het onderzoek opgesloten. Vervolgens werd hij op medische gronden vrijgelaten. Op 30 november 1990 werd tegen Honecker een arrestatiebevel uitgevaardigd op verdenking van doodslag in gemeenschap in 192 gevallen. Op 13 maart 1991 ontkwam hij tezamen met zijn gezin per lijnvlucht naar Moskou. De Russische regering besloot Honecker als ongewenste vreemdeling uit te zetten naar het herenigde Duitsland. Honecker zocht daarop asiel in de Chileense ambassade in Moskou (tijdens de fascistische putsch tegen de Chileense president Salvador Allende op 11 september 1973 had de DDR van Honecker vele duizenden vluchtende Chilenen asiel verleend). Dat asiel werd hem uiteindelijk niet verleend.
Op 3 juni 1992 werd Honecker aangeklaagd door het Landgericht van Berlijn voor aanzetting tot doodslag, vanwege zijn bevel gericht te schieten op vluchtelingen aan de Duits-Duitse grens. Bij het verlaten van de Chileense ambassade werd Honecker door de Russische autoriteiten opgepakt en uitgeleverd aan Duitsland. Op 29 juli keerde Honecker terug in Berlijn om zich tegen de aanklacht te verweren. Hij werd wegens leverkanker opgenomen in het Berlijnse gevangenisziekenhuis Moabit.
Op 13 januari 1993 werd door de Berlijnse rechtbank vastgesteld dat het voortzetten van de rechtszaak tegen Honecker op grond van diens gezondheidstoestand een aantasting van diens menselijke waardigheid zou betekenen. Honecker mocht naar zijn familie in Chili vertrekken en stierf een jaar later op 81-jarige leeftijd aan leverkanker in de Chileense hoofdstad Santiago. Postuum werden zijn Moabiter Notizen gepubliceerd.

## Wetenswaardigheid
Tijdens het repressieve DDR-bewind was het niet mogelijk om in het openbaar kritiek uit te oefenen op het regime. Om dit te omzeilen nam men zijn toevlucht tot de humor. Een bekende grap uit die tijd was wat je moest doen als je een telefoontje pleegde en je per ongeluk Honecker aan de lijn kreeg: ophangen en opnieuw kiezen. Ook in de film Das Leben der Anderen uit 2006 komt deze grap voor.
- Bibsys: 90248550
- Biblioteca Nacional de Chile: 000322507
- Biblioteca Nacional de España: XX972542
- Bibliothèque nationale de France: cb12020502x (data)
- Catàleg d'autoritats de noms i títols de Catalunya: 981058528494706706
- CiNii: DA00856158
- Gemeinsame Normdatei: 118553399
- International Standard Name Identifier: 0000 0001 0856 4810
- Library of Congress Control Number: n50028179
- Nationale Bibliotheek van Letland: 000303946
- MusicBrainz: 95d9abe7-2d5a-4ecc-b2b3-179e6747daf6
- Bibliotheek van het Japanse parlement: 00443702
- Nationale Bibliotheek van Tsjechië: jn19990003639
- Nationale bibliotheek van Australië: 35202844
- Nationale Bibliotheek van Israël: 987007262700205171
- Nationale Bibliotheek van Polen: a0000001372746
- Nationale en Universitaire bibliotheek Zagreb: 000404758
- Nederlandse Thesaurus van Auteursnamen: 068377614
- Réseau des bibliothèques de Suisse occidentale: 02-A003381586
- LIBRIS: 223238
- SNAC: w6tb3bkm
- Système universitaire de documentation: 028351827
- Trove: 863320
- Virtual International Authority File: 34468994
- WorldCat: E39PBJkD63fHVPBdBfG4KyqJDq

Johannes Dieckmann · Wilhelm Pieck · Walter Ulbricht · Friedrich Ebert jr. · Willi Stoph · Erich Honecker · Egon Krenz · Manfred Gerlach · Sabine Bergmann-Pohl
Wilhelm Pieck (co-voorzitter) · Otto Grotewohl (co-voorzitter) · Walter Ulbricht · Erich Honecker · Egon Krenz